# Sigismund Righini

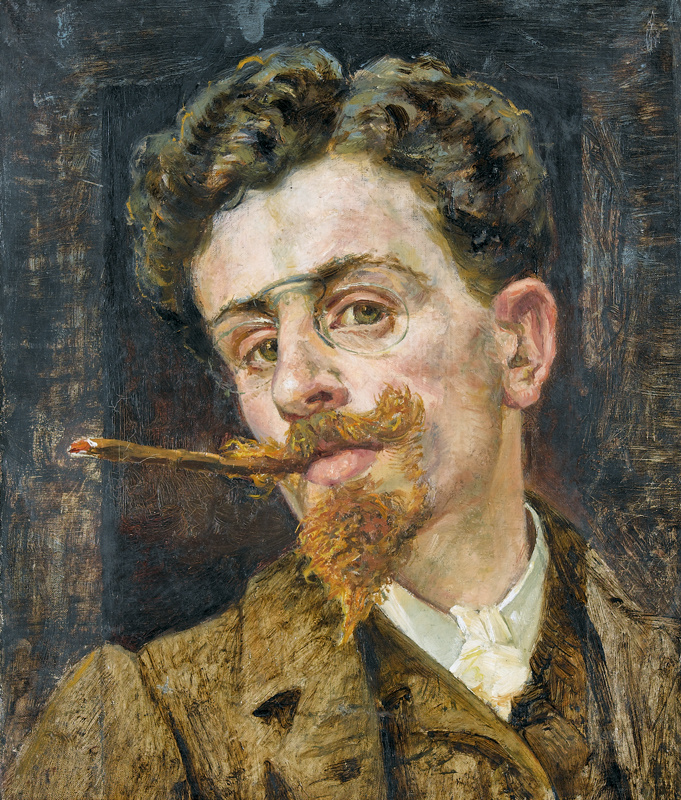
Selbstbildnis Sigismund Righini, etwa 1899

Carlo Pietro Sigismund Righini (geboren 4. Januar 1870 in Stuttgart, gestorben 24. Oktober 1937 in Zürich) war ein Schweizer Kunstmaler und Kunstpolitiker.

## Leben
Einer Dekorationsmaler-Dynastie aus Beride (Gemeinde Bedigliora, Malcantone, Kanton Tessin) entstammend, wurde Sigismund Righini als Sohn des Francesco (1837–1914), Dekorationsmalers, Baumeisters und Architekten, und der Katharina geb. Steinbrecher (1838–1925) von Neustetten (Bayern), in Stuttgart geboren.

Er besuchte die Schulen in Zürich. Auf Anraten der Malerin Ottilie Roederstein ging er sofort nach Schulabschluss (Matura Zürich 1888) nach Paris zur Ausbildung an die Académie Colarossi. Sein erster Lehrer wurde Jean-André Rixens (1846–1925). Im Verlaufe des Studiums lernte er hier die Kunststudentin Constance Macpherson (1871–1957) aus England kennen, die er 1893 heiratete.

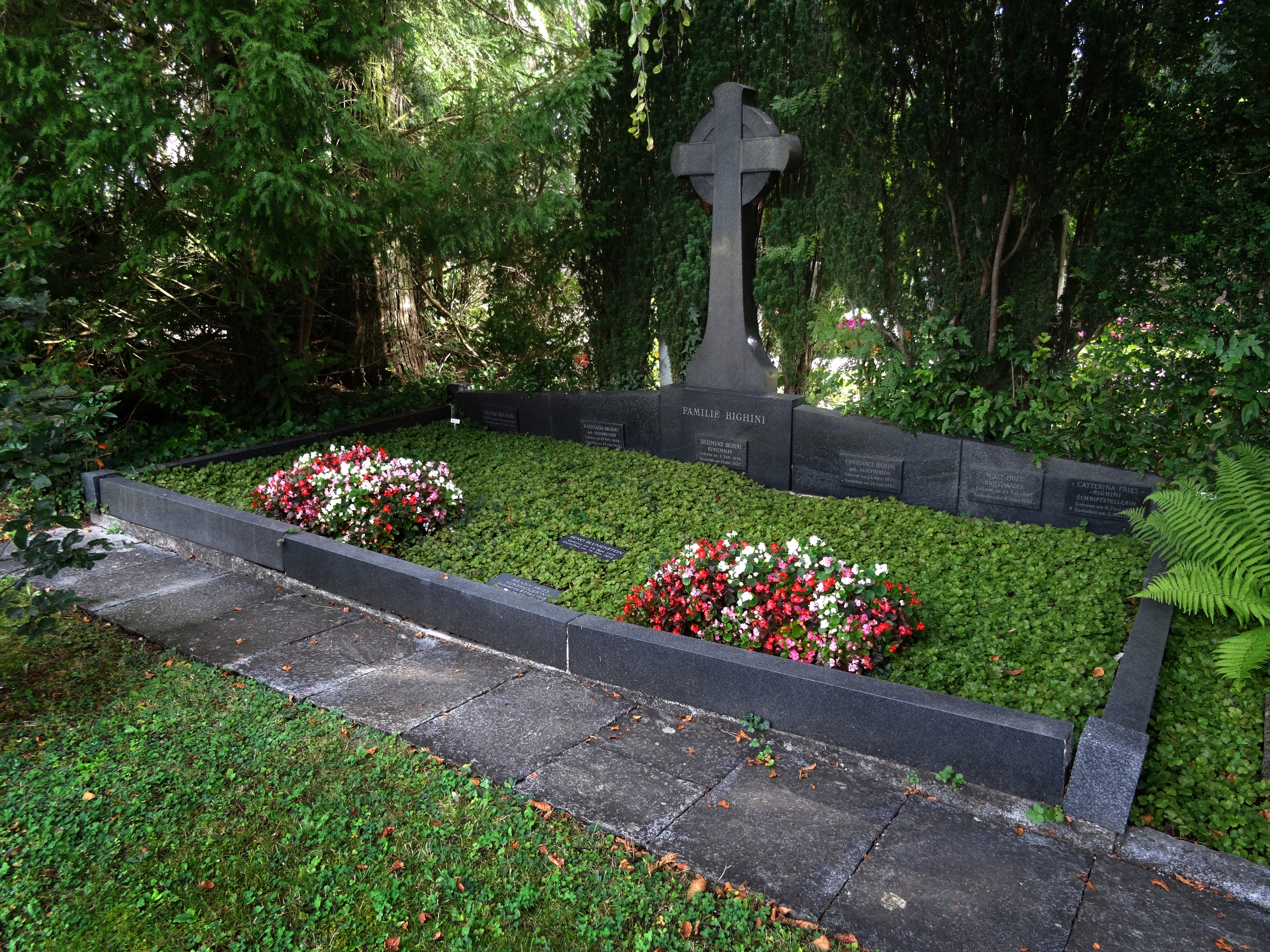
Familiengrab auf dem Friedhof Enzenbühl in Zürich.

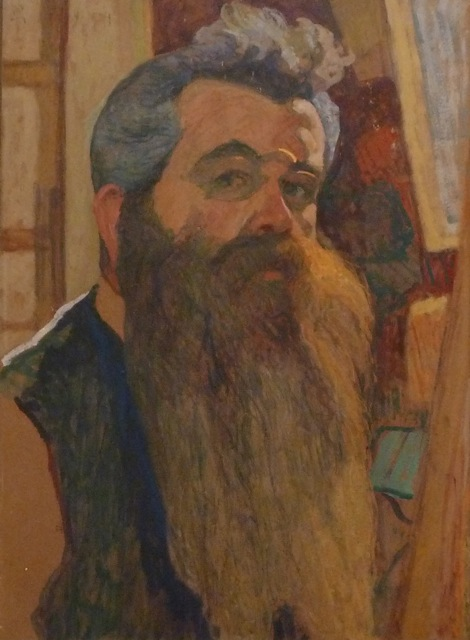
Sigismund Righini: Selbstbildnis, 1914 (Inventarnr. SR349)

Nach Aufenthalten in Italien und im Tessin, wo dem Paar die Tochter Katharina (1894–1973, später Schriftstellerin und Frau des Zürcher Kunstmalers Willy Fries, Mutter der Künstlerin Hanny Fries) geboren wurde, zog die junge Familie 1897 nach Zürich.
Frei von finanziellen Sorgen entfaltete Righini eine rastlose künstlerische Tätigkeit. Malerreisen führten ihn 1903 nach Holland, Belgien und Luxemburg sowie 1910 nach England. Seine Werke zeigte er an nationalen und internationalen Ausstellungen. Nach 1920 trat Righini mit seiner Kunst nicht mehr in die Öffentlichkeit, sondern betätigte sich als Kunstpolitiker.
Righini fand seine letzte Ruhestätte auf dem Friedhof Enzenbühl in Zürich.

## Werke
1898 bezog er das vom Vater erbaute neue Atelier an der oberen Klosbachstrasse in Zürich. In rascher Folge entstanden Stillleben, Porträts, auch Selbstporträts, und Akte. Um 1904 löste er sich von den Idealen des 19. Jahrhunderts und wurde zu einem Parteigänger der Moderne. Landschaftsmotive und Alltagsthemen sind zentral für diese zweite Schaffensphase wie auch die Auseinandersetzung mit der Wirkung von Farbe und Licht.
Geprägt von seinen Vorbildern des Impressionismus arbeitete Sigismund Righini oft im Freien, unterwegs rund um Zürich und auf Malerreisen.

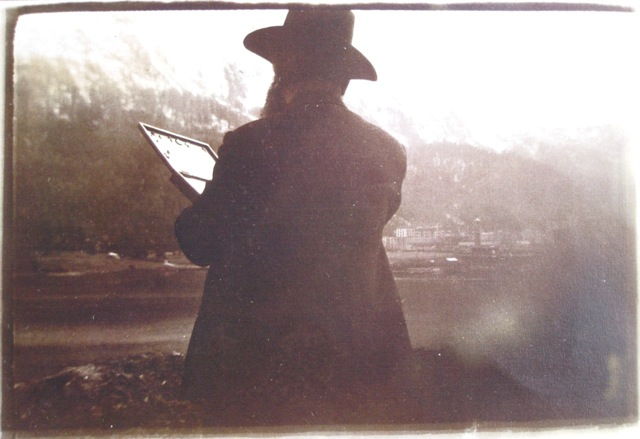
Sigismund Righini malt am St. Moritzer See, 1904

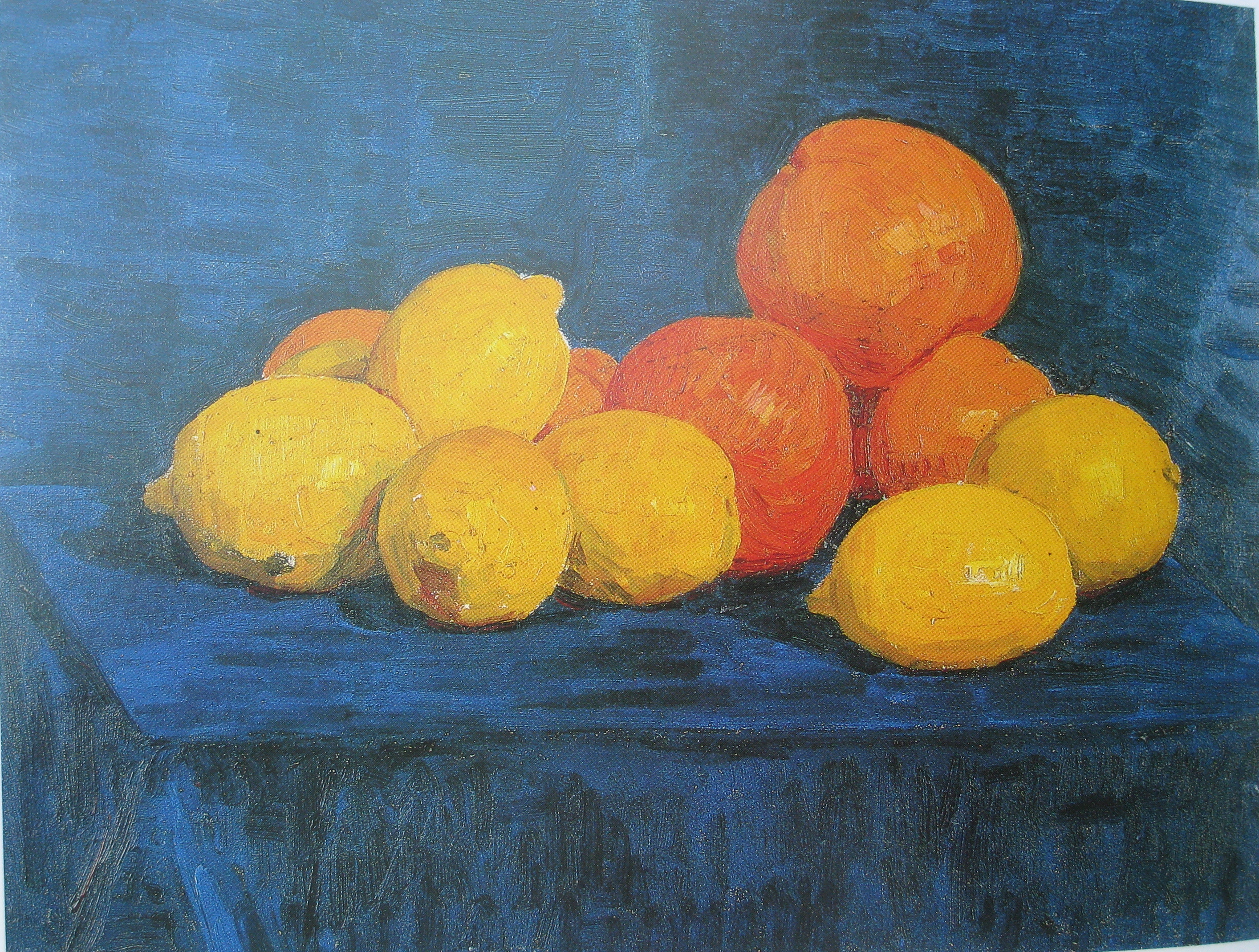
Orangen und Zitronen

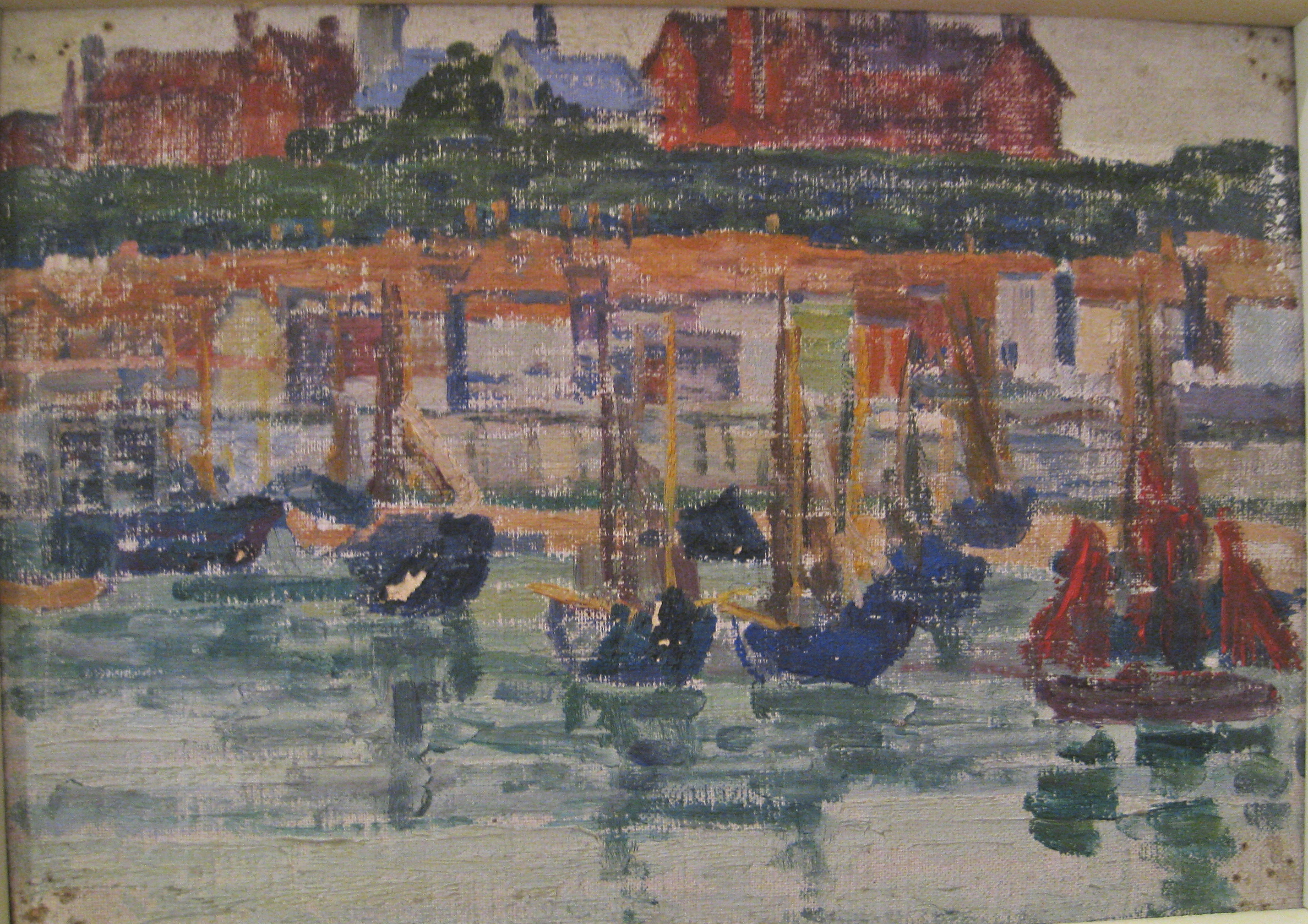
Hafen von Folkestone, 1. September 1910; Öl auf Leinwand auf Karton; 18×24 cm

Angeregt von der Bewegung der „Fauves“ mit ihren kräftigen, ungebrochenen Farben sind die Bilder dieser Schaffensperiode von einer farbigen Kühnheit und einem spontanen Malduktus erfüllt, der auch zeitlich mit der Kunst seiner Malerfreunde Giovanni Giacometti (1868–1933) und Cuno Amiet (1868–1961) korrespondiert.

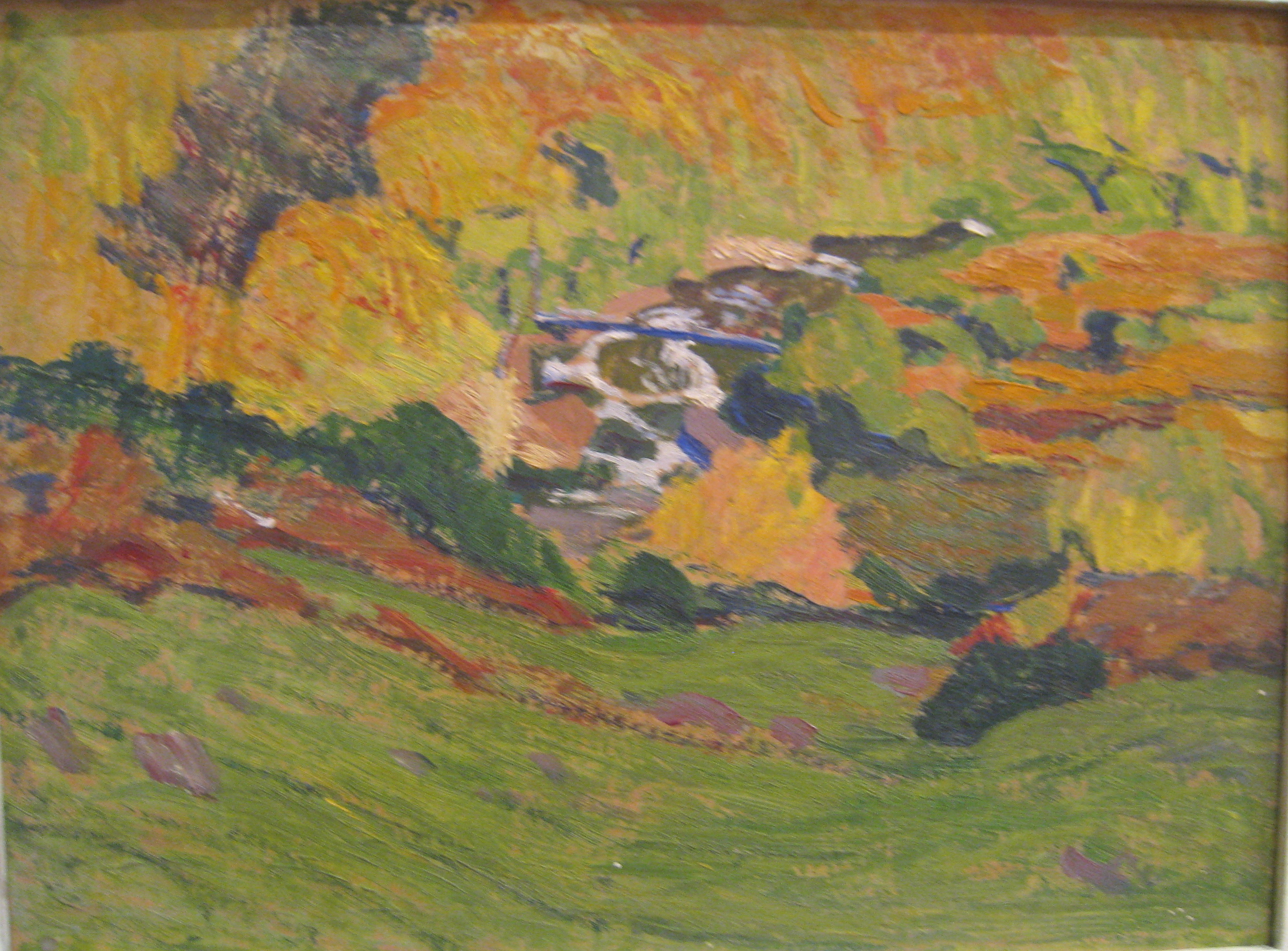
Belstone River Taw, Dartmoor, England

Viele seiner Werke sind heute in Privatbesitz und werden an Auktionen gehandelt. Der Nachlass und ein Teil seines künstlerischen Werkes sind aufbewahrt bei der Stiftung Righini Fries. Weitere Werke finden sich in der Stiftung für Kunst, Kultur und Geschichte Winterthur, im Kunstmuseum Solothurn, im Kunsthaus Zürich und im Museo d’arte della Svizzera italiana (MASI, Lugano).
Zu Lebzeiten beschickte er 15 Ausstellungen (in den Jahren 1896 bis 1920). Posthum organisierte sein Schwiegersohn Willy Fries in Zürich von 1938 bis 1965 zehn Ausstellungen; weitere 27 Ausstellungen 1966 bis 2009 gab es durch seine Enkelin Hanny Fries, u. a. in Lugano 1989, Genf 1996, Paris 2008 und Trubschachen 2009. 2016 zeigt das Winterthurer Museum Oskar Reinhart seine Ölmalerei.

## Öffentliches Wirken und späte Arbeiten auf Papier
Seit 1904 war Righini Mitglied und späterer Ehrenpräsident der Gesellschaft schweizerischer Maler, Bildhauer und Architekten (GSMBA). 1921 wurde er zum Zentralpräsidenten gewählt. Seit 1915 war er Mitglied der eidgenössischen Kunstkommission und wurde von 1923 bis zu seinem Tod deren Vizepräsident. Von seiner Verbundenheit mit der Schweizer Künstlerschaft zeugt seine Korrespondenz mit Cuno Amiet, Max Buri, Giovanni Giacometti, Ferdinand Hodler und vielen anderen. Am Kunsthaus Zürich war er treibende Kraft für Ausstellungen der modernen Kunst. «Es gibt im ersten Viertel des 20. Jahrhunderts kaum einen Künstlerverband oder eine Kunstkommission, in der er nicht mitgearbeitet hätte, oft gleich in leitender Position.»
In der Krisenzeit nach dem Weltkrieg erhielt er vom schweizerischen Bundesrat den Auftrag, die Einfuhr von Kunstwerken in die Schweiz zu überwachen (Bundesrats-Beschluss vom 15. Juli 1921, in Kraft gesetzt auf den 25. Juli). Dieses Amt übte er ehrenamtlich aus, von 1921 bis 1925 und von 1935 bis zu seinem Tod 1937.
In den 1920er Jahren stellte er seine eigene Malerei zugunsten seines Engagements für die Schweizer Künstlerschaft zurück. Im Verborgenen blieb er aber weiterhin künstlerisch tätig und fertigte auf dem Weg zu seinen Sitzungen und auf Dienstreisen zahlreiche Farbstiftzeichnungen an.

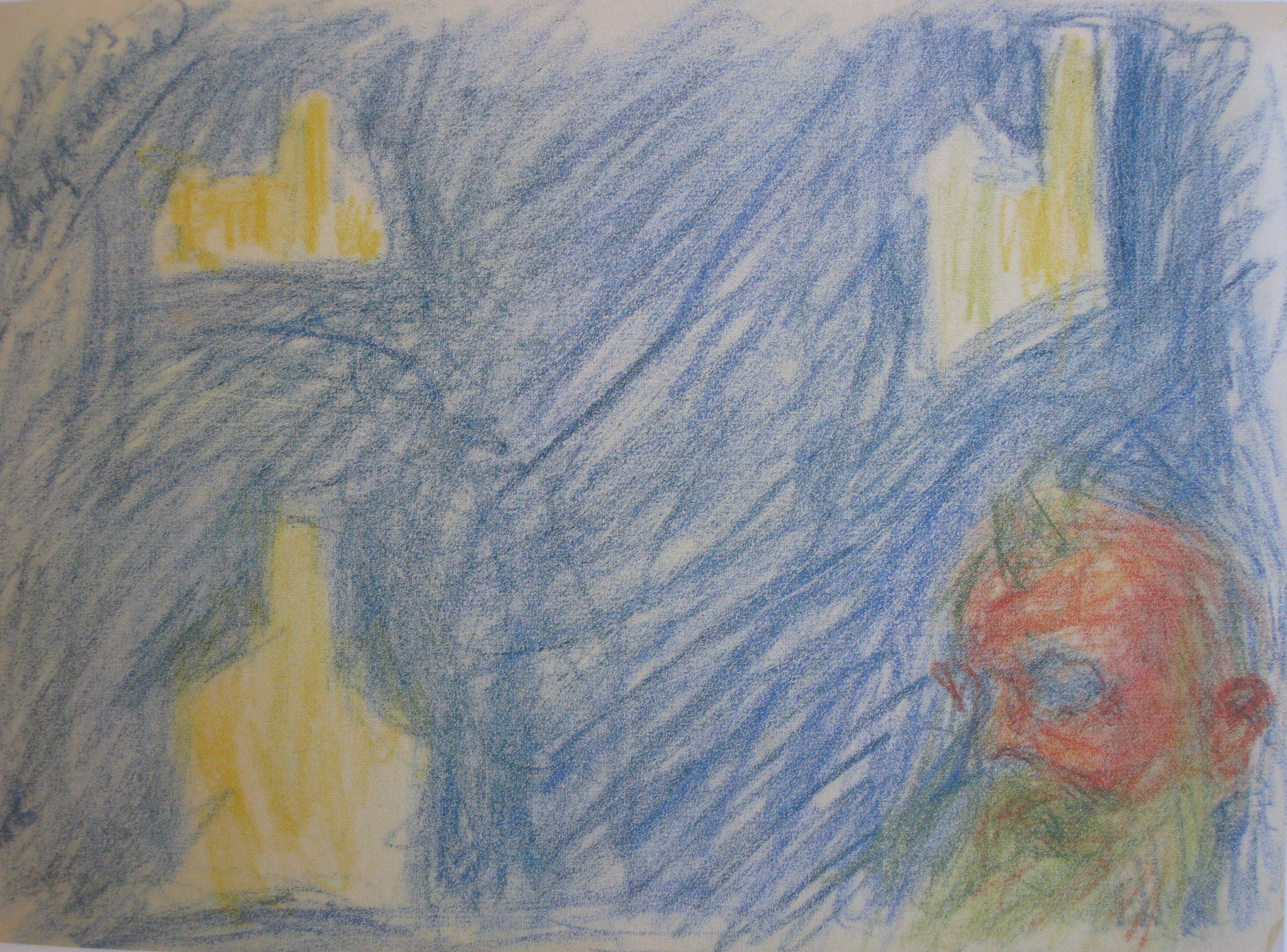
Nacht in Bellinzona

Diese Zeichnungen bilden sein eigentliches Spätwerk, das der Öffentlichkeit aber erst durch posthume Ausstellungen bekannt wurde, jeweils veranstaltet mit Unterstützung seines Schwiegersohnes Willy Fries, später seiner Enkelin Hanny Fries. Sein Werk wartet zu einem grossen Teil auf die Erschliessung. Diese Aufgabe übernimmt die von Sigismund Righinis Enkelin Hanny Fries und ihrem Gatten Beno Blumenstein (1924–2010) errichtete Stiftung Righini Fries in Zürich.